# Каллум Сміт
Каллум Джон Сміт (англ. Callum John Smith; 23 квітня 1990, Ліверпуль) — британський професійний боксер. Чемпіон Європи за версією EBU (2016) та чемпіон світу за версією WBA Super (2018 — 2020) у другій середній вазі. 2018 року став переможцем Всесвітньої боксерської суперсерії у другій середній вазі.

## Ранні роки
Каллум Сміт ріс у великій сім'ї — у нього є три брати та дві сестри. Усі його старші брати (Пол, Стівен, Ліам) займалися боксом і згодом стали професійними боксерами. Під їхнім впливом Каллум з дев'яти років теж почав займатися боксом.

## Аматорська кар'єра
Змагаючись серед аматорів, Каллум став чемпіоном Великої Британії 2010 року у напівсередній вазі та 2011 року у середній вазі.
2010 року Каллум Сміт брав участь в Іграх Співдружності у складі збірної Англії і завоював срібну медаль.
Через те, що у середній вазі першим номером серед британських боксерів був Ентоні Огого, Каллум Сміт спробував пройти кваліфікацію на Олімпійські ігри 2012 у напівважкій вазі, але зазнав невдачі.

## Професіональна кар'єра
У жовтні 2012 року Каллум Сміт перейшов до професійного боксу. Вже у восьмому бою завоював вакантний титул чемпіона Англії за версією BBBofC у другій середній вазі.
26 жовтня 2013 року завоював вакантний титул інтернаціонального чемпіона за версією WBC, який тричі успішно захистив.
26 червня 2015 року завоював вакантний титул WBC Silver.
В наступному бою, що відбувся 7 листопада 2015 року, проти непереможного Роккі Філдінга (21-0, 12KO) Каллум Сміт завоював вакантний титул чемпіона Великої Британії за версією BBBofC у другій середній вазі, тричі надіславши суперника в нокдаун вже в першому раунді, після чого рефері зупинив поєдинок. TKO 1.
2 квітня 2016 року в бою за титул чемпіона Європи за версією EBU Каллум Сміт нокаутував в першому раунді француза Хаділла Мухамаді. Каллум став чемпіоном Європи і обов'язковим претендентом на титул чемпіона світу за версією WBC.
Впродовж 2016 року Каллум Сміт провів ще три поєдинка, здобувши дострокові перемоги.

### Титульний бій, що не відбувся
У січні 2017 року чемпіон світу за версією WBC у другій середній вазі Баду Джек (Швеція) оголосив про всій перехід до напівважкої ваги, звільнивши титул чемпіона. За вакантний титул повинні були змагатися два перших номера рейтингу WBC Каллум Сміт і ексчемпіон світу американець Ентоні Діррелл. На промоутерських торгах по організації цього бою перемогла команда Дірелла, і було оголошено, що бій Каллум Сміт — Ентоні Діррелл відбудеться 9 вересня 2017 року у Лос-Анджелесі. Спочатку планувалося, що це буде бій першого раунду Всесвітньої боксерської суперсерії у другій середній вазі, що повинна була стартувати. Діррелл відмовився від участі в цьому турнірі, тому бій був би тільки за вакантний титул. Але у липні команда Діррелла захотіла перенести бій в інше місце і на іншу дату. Промоутер Каллума Сміта Едді Гірн відмовився від запропонованих змін, а відтак і від бою, і Каллум Сміт зареєструвався для участі у Всесвітній боксерській суперсерії.

### World Boxing Super Series 2017—2018

#### Сміт проти Скоглунда
У першому раунді турніру Каллум, що отримав за рейтингом другий номер, обрав собі у суперники непереможного шведа Еріка Скоглунда (26-0, 12KO). Напружений поєдинок, що відбувся 16 вересня 2017 року у Ліверпулі, тривав увесь відведений час і закінчився перемогою Каллума Сміта одностайним рішенням. Сміт завоював у цьому бою титул WBC Diamond.

#### Сміт проти Голскена
Наступним суперником Сміта став нідерландський боксер Нікі Голскен, що замінив Юргена Бремера (Німеччина), який вийшов до півфіналу і залишив його через проблеми зі здоров'ям. Бій Каллум Сміт — Нікі Голскен відбувся 24 лютого 2018 року. Сміт мав перевагу над суперником у кожному раунді і здобув перемогу одностайним рішенням.

#### Сміт проти Гровса
13 лютого 2018 року було оголошено, що фінал турніру WBSS у другій середній вазі відбудеться 2 червня 2018 року у Лондоні. Однак британець Джордж Гровс, що вийшов до фіналу, звернувся до організаторів турніру з проханням відкласти бій на місяць через необхідність операції після півфінального бою. 27 липня один з організаторів турніру Кале Заурленд повідомив, що бій відбудеться 28 вересня на арені спортивного комплексу імені короля Абдула у Джидді, Саудівська Аравія. На кону поєдинку були титул чемпіона світу WBA Super, яким володів Гровс, та титул WBC Diamond Сміта.
В бою Каллум мав перевагу над Джорджем за габаритами і намагався тиснути на нього з першого раунду. Обидва працювали передніми руками. В сьомому раунді Сміт потяг на себе Гровса, той пішов в атаку і отримав лівий боковий назустріч. Удар ошелешив Джорджа, а Сміт кинувся добивати. Напропускавши серію ударів, Гровс взяв коліно і не зміг піднятися до закінчення відліку рефері. Каллум Сміт став переможцем турніру Всесвітньої боксерської суперсерії і новим чемпіоном WBA Super.

### Сміт проти Альвареса
19 грудня 2020 року в Сан-Антоніо, США Каллум Сміт вийшов на бій проти знаменитого мексиканця Сауля Альвареса. На кону поєдинку крім титулу Сміта були ще й вакантний титул чемпіона світу за версією WBC і пояс журналу Ринг в другій середній вазі. Каллум не зумів взяти реванш за поразку від Альвареса його брата Ліама Сміта. Бій пройшов з перевагою мексиканця, незважаючи на суттєву перевагу британця в габаритах. Сміт зазнав першої поразки в своїй кар'єрі і втратив титул WBA Super. Альварес став об'єднаним чемпіоном в другій середній вазі.

### Перехід у напівважку вагу
25 вересня 2021 року Каллум Сміт вдало дебютував у напівважкій вазі, жорстко нокаутувавши вже у другому раунді домініканця Леніна Кастільйо.
20 серпня 2022 року провів в андеркарді бою Ентоні Джошуа — Олександр Усик бій проти француза Матьє Бодерліка за статус обов'язкового претендента на титул чемпіона світу за версією WBC у напівважкій вазі і здобув перемогу нокаутом у четвертому раунді.

### Сміт проти Бетербієва
13 січня 2024 року вийшов на бій проти чемпіона IBF, WBC, WBO у напівважкій вазі Артура Бетербієва. Чемпіон впевннено розібрався з претендентом, надіславши в нокдаун у сьомому раунді, а після продовження бою надіславши в нокаут.